# Saint-Barthélemy (Manche)
Saint-Barthélemy és un municipi francès situat al departament de la Manche i a la regió de Normandia. L'any 2007 tenia 354 habitants.

## Demografia

### Població
El 2007 la població de fet de Saint-Barthélemy era de 354 persones. Hi havia 148 famílies de les quals 32 eren unipersonals (12 homes vivint sols i 20 dones vivint soles), 64 parelles sense fills, 40 parelles amb fills i 12 famílies monoparentals amb fills.
La població ha evolucionat segons el següent gràfic:
Habitants censats

### Habitatges
El 2007 hi havia 183 habitatges, 149 eren l'habitatge principal de la família, 18 eren segones residències i 16 estaven desocupats. 182 eren cases i 1 era un apartament. Dels 149 habitatges principals, 121 estaven ocupats pels seus propietaris, 24 estaven llogats i ocupats pels llogaters i 4 estaven cedits a títol gratuït; 9 tenien dues cambres, 31 en tenien tres, 42 en tenien quatre i 67 en tenien cinc o més. 108 habitatges disposaven pel capbaix d'una plaça de pàrquing. A 60 habitatges hi havia un automòbil i a 80 n'hi havia dos o més.

### Piràmide de població
La piràmide de població per edats i sexe el 2009 era:
| Homes | Edats   | Dones |
| ----- | ------- | ----- |
| 0     | 95 o +  | 0     |
| 0     | 90 a 94 | 4     |
| 4     | 85 a 89 | 0     |
| 8     | 80 a 84 | 4     |
| 0     | 75 a 79 | 12    |
| 8     | 70 a 74 | 12    |
| 4     | 65 a 69 | 16    |
| 8     | 60 a 64 | 0     |
| 8     | 55 a 59 | 4     |
| 8     | 50 a 54 | 8     |
| 8     | 45 a 49 | 16    |
| 40    | 40 a 44 | 28    |
| 12    | 35 a 39 | 24    |
| 4     | 30 a 34 | 8     |
| 8     | 25 a 29 | 0     |
| 12    | 20 a 24 | 4     |
| 16    | 15 a 19 | 16    |
| 20    | 10 a 14 | 12    |
| 8     | 5 a 9   | 24    |
| 4     | 0 a 4   | 4     |

## Economia
El 2007 la població en edat de treballar era de 243 persones, 174 eren actives i 69 eren inactives. De les 174 persones actives 168 estaven ocupades (92 homes i 76 dones) i 6 estaven aturades (3 homes i 3 dones). De les 69 persones inactives 31 estaven jubilades, 17 estaven estudiant i 21 estaven classificades com a «altres inactius».

### Ingressos
El 2009 a Saint-Barthélemy hi havia 151 unitats fiscals que integraven 366 persones, la mediana anual d'ingressos fiscals per persona era de 17.657,5 €.

### Activitats econòmiques
Dels 6 establiments que hi havia el 2007, 1 era d'una empresa extractiva, 1 d'una empresa de fabricació d'altres productes industrials, 3 d'empreses de comerç i reparació d'automòbils i 1 d'una empresa de serveis.
L'únic establiment comercial que hi havia el 2009 era una botiga de menys de 120 m².
L'any 2000 a Saint-Barthélemy hi havia 27 explotacions agrícoles que ocupaven un total de 396 hectàrees.

## Poblacions més properes
El següent diagrama mostra les poblacions més properes.